# Eriopisa elongata
Eriopisa elongata is een vlokreeftensoort uit de familie van de Eriopisidae. De wetenschappelijke naam van de soort is voor het eerst geldig gepubliceerd in 1859 door Bruzelius.